# ひるっコいわて
『ひるっコいわて』は、NHK盛岡放送局で放送されていた地域情報番組である。

## 概要
お昼前、岩手県内の情報を伝える情報エンターティメント番組である。過去には番組内でメッセージを募集し紹介もしていた。
2018年3月22日をもって終了。翌月からは仙台局発「もりすた!」の全編ネット受けとなる。

## 放送時間
- 祝日を除く平日の11:50[1] - 12:00（11:54 - 11:57は東京からの気象情報をネット。緊急警報放送の試験信号発射日は11:59まで。また、「高校野球中継」・「国会中継」放送時は休止となる）

## キャスター
- 伊藤彩、渡邉真佑子、三上彩奈、中濱綾那

## 主なコーナー
- 月曜、「かんたんガーデン」・「盛岡局通信」
- 火曜、「ひるっコキッチン」
- 水曜、「くらしのヒント」・「ひるっコ川柳」
- 木曜、「市場情報」・「キラリ★いわて人」
- 金曜、「おでかけMAP」・「新幹線情報」